# 10014 Shaim
10014 Shaim eller 1978 SE3 är en asteroid i huvudbältet som upptäcktes den 26 september 1978 av den sovjetisk-ryska astronomen Ljudmila Zjuravljova vid Krims astrofysiska observatorium på Krim. Den är uppkallad efter den ryska staden Shaim.
Asteroiden har en diameter på ungefär 7 kilometer.